# Mustamakkara
Il mustamakkara (dal finlandese "salsiccia nera") è un sanguinaccio tradizionale finlandese.

## Storia
Il mustamakkara sembra risalire almeno al sedicesimo secolo, quando veniva venduto presso il mercato di Pirkkala. Oggi il sanguinaccio è disponibile in molti negozi e bancarelle in tutta la Finlandia, viene prodotto in alcune aziende e conserva il suo status di specialità a Tampere.

## Caratteristiche e preparazione
Il mustamakkara viene prodotto mescolando sangue (che può essere di maiale, pecora, agnello, mucca o anatra) cereali, cipolle e spezie poi infilati all'interno di un budello. L'insaccato viene spesso consumato caldo insieme a confettura di mirtilli rossi.